# Lady Elliot
Lady Elliot (anglicky Lady Elliot Island) je ostrov v Korálovém moři náležící do oblasti Tropického Queenslandu v Austrálii. Ostrov se nachází na nejvzdálenějším jižním místě Velkého bariérového útesu. Ostrov je přibližně dvoukilometrové území z korálové drtě a písku, je tu velká vrstva guána (ptačího trusu), typického pro zdejší korálové ostrovy. Ostrov je vzdálen 85 kilometrů jihovýchodně od Bundabergu. Na západní straně ostrova stojí maják z roku 1866.

## Historie
Ostrov jako první zaznamenal a pojmenoval kapitán Thomas Stewart, podle „Lady Elliot“ (údajně ženy Hugha Elliota, koloniálního guvernéra Indie) v roce 1816.

## Fauna a flóra
- ptáci – na ostrově se vyskytuje mnoho druhů ptáků jako buřňáci, rybáci, fregatky či vzácní faetoni
- želvy – kareta obecná i kareta obrovská kladou na zdejších plážích vejce
- pod vodou – žraloci leopardí, rejnoci, barrakudy, karety či manty.

## Zajímavosti
- Statisticky na tomto ostrově ztroskotá jedno plavidlo ročně.
- Na ostrově se neustále ozývá křik buřňáků